# Хусейн, Чоудхри Шуджат
Чоудхри Шуджат Хусейн (урду چوہدری شجاعت حسین‎; род. 27 января 1946) — пакистанский государственный деятель. Был 14-м премьер-министром Пакистана.

## Биография
Окончил Университет Пенджаба в 1967 году. Его отец, Чоудхри Захур Элахи, был парламентарием, который играл важную роль в восстановлении демократии и прав человека в Пакистане. Чоудхри Шуджат Хусейн пришёл в политику, после того как его отец был убит 25 сентября 1981 года.
Шуджат Хусейн стал членом федерального парламента в 1981 году и работал там до 1985 года. В 1985 году, его назначил Министром Промышленности тогдашний премьер-министр Пакистана — Мухаммад Хан Джунеджо. Хусейн также выступал в качестве лидера парламентской партии ПМЛ (К) в Национальной Ассамблее.

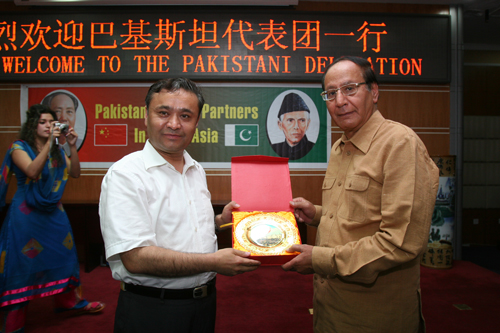
Китайский государственный деятель и Шуджат Хусейн

Шуджат Хусейн был министром внутренних дел при правительстве Наваза Шарифа. На всеобщих выборах в октябре 2002 года, он был избран членом Национальной Ассамблеи от округа Гуджрат. В январе 2003 года он стал лидером Пакистанской Мусульманской Лиги (К). Хусейн был избран в качестве премьер-министра 30 июня 2004 года, через четыре дня после того как Зафарулла Хан Джамали подал заявление об отставке с должности.